# 취리히 아폴테른역
취리히 아폴테른역(Zürich Affoltern)은 스위스 취리히시의 아폴테른구에 있는 기차역이다. 역은 푸르탈 철도 노선에 위치해 있으며, 취리히 시교통국(VBZ)의 버스 노선 37, 61 및 62와 함께 취리히 S-반의 S6 노선이 운행된다. S21은 제한된 피크타임 서비스를 제공한다.
2010년에는 편의점과 자전거 130대를 주차할 수 있는 주차장을 도입하여 역을 재건했다. 상점은 새벽부터 황혼까지 1년 365일 열려 있으며, 미그로가 소유한 미그로리노 체인의 일부이다.

## 갤러리
- 선로를 가로지르는 2번 승강장
- 37번 버스 환승